# San Leonardo in Passiria
San Leonardo in Passiria (en allemand, Sankt Leonhard in Passeier) est une commune italienne d'environ 3 550 habitants située dans la province autonome de Bolzano dans la région du Trentin-Haut-Adige dans le nord-est de l'Italie.

## Géographie
San Leonardo s'étale au pied du Monte Giovo, à la confluence des torrents de Waltenbach et de Passirio. Là, ce dernier cours d'eau forme un coude et dévie de son orientation Nord-Sud à l'amont, pour une orientation est-ouest, et dessine la limite avec la commune voisine de San Martino in Passiria. À l'ouest et au sud du torrent, les fermes dépendent de San Martino, bien qu'elles ne soient qu'à un jet de pierre du centre-bourg de San Leonardo.
L'été on peut rallier San Leonardo depuis l'Autriche par le Col du Rombo (Staatsstrasse 44 bis) ou le col de Monte Giovo (Staatsstraße 44) via Sterzing. En partant de Merano, il faut traverser toute la Val Passiria par cette même route 44. Certains hivers, la fermeture des cols fait que seule la route de Merano est praticable.

## Histoire

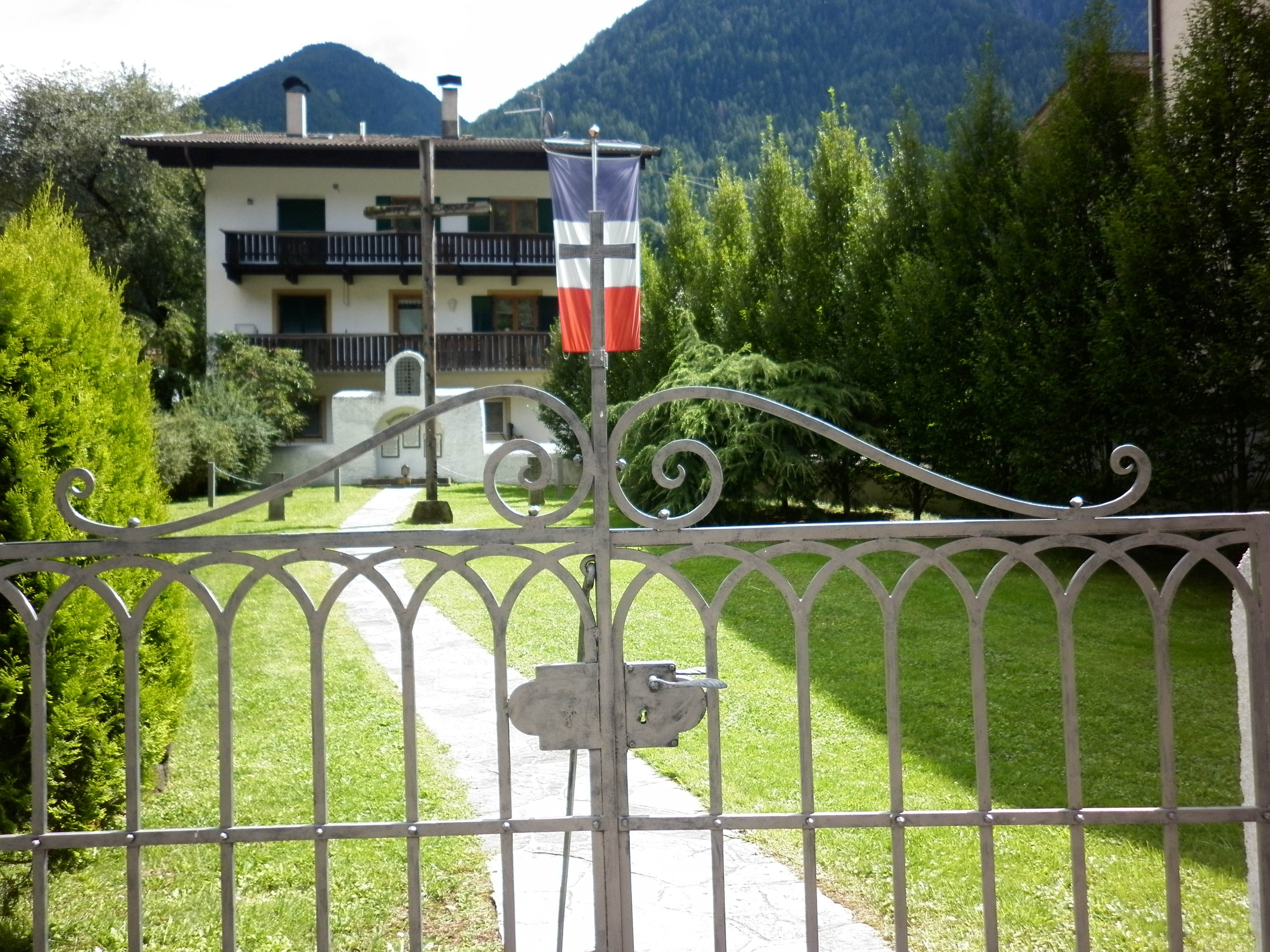
Cimetière militaire français de San Leonardo in Passiria, 230 tombes

## Administration
| Période                                  | Période  | Identité         | Étiquette | Qualité |
| ---------------------------------------- | -------- | ---------------- | --------- | ------- |
| 9/5/2005                                 | En cours | Konrad Pfitscher | SVP       | maire   |
| Les données manquantes sont à compléter. |          |                  |           |         |

### Hameaux
Sant'Orsola, Valtina.

### Communes limitrophes
Les communes limitrophes sont  Moso in Passiria, Racines, Rifiano, San Martino in Passiria, Sarentino et Scena.

## Personnalités
- Andreas Hofer, patriote tyrolien, y naquit.